# Fiano Romano

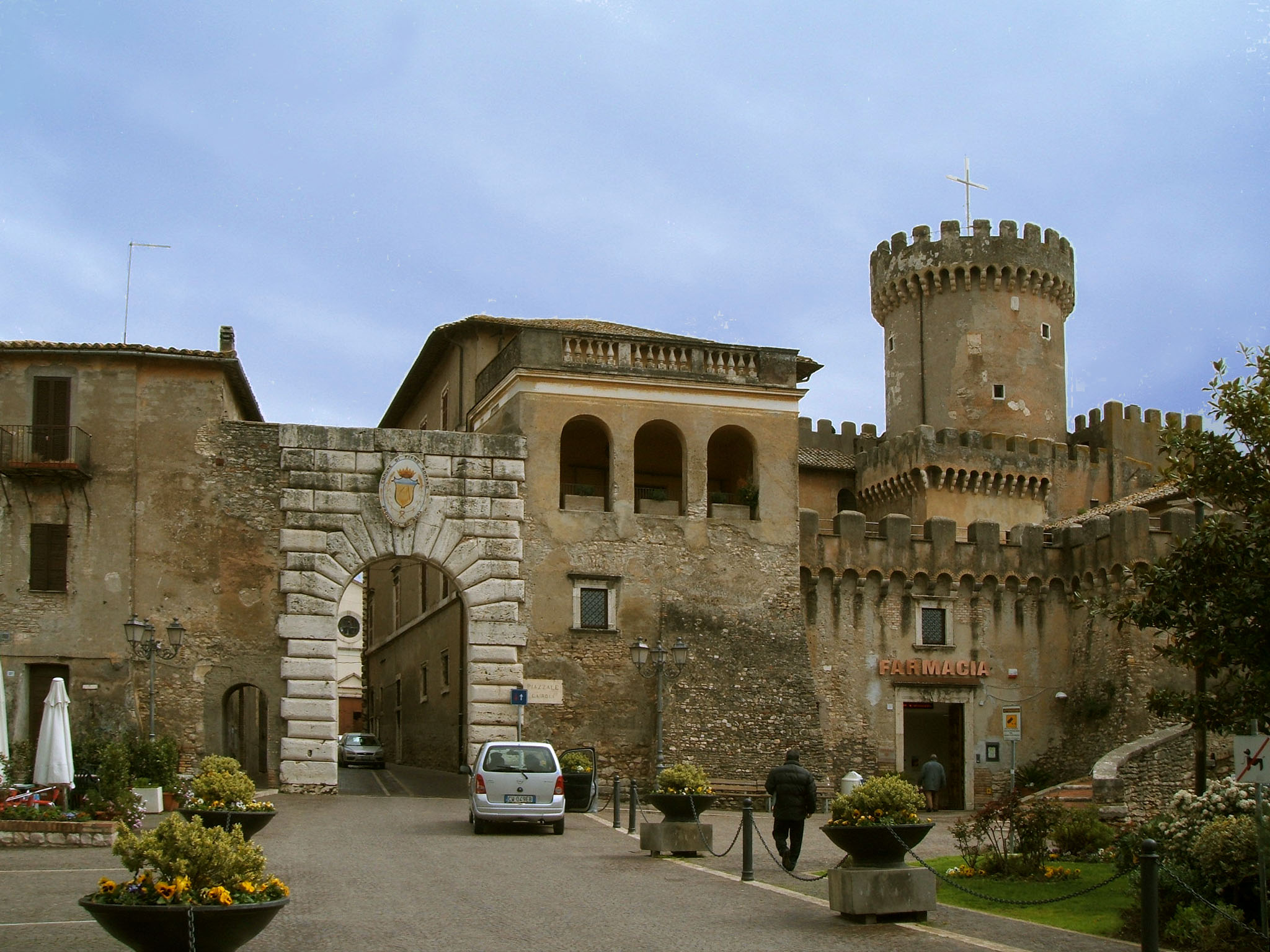
Castello Ducale

Fiano Romano ist eine Gemeinde in der Metropolitanstadt Rom in der italienischen Region Latium mit 16.455 Einwohnern (Stand 31. Dezember 2023). Sie liegt 44 km nördlich von Rom.

## Geografie
Fiano Romano liegt im Tal des Tiber. Die Altstadt erhebt sich auf einem Hügel über dem Tal, während sich die modernen Ortsteile in der Ebene bis zur Autobahnausfahrt Roma-Nord erstrecken.

## Bevölkerung
| 1871 | 1901 | 1921 | 1951 | 1971 | 1991 | 2001 |
| ---- | ---- | ---- | ---- | ---- | ---- | ---- |
| 692  | 1363 | 1776 | 2668 | 3267 | 6294 | 7924 |

Quelle: ISTAT

## Politik
Tarquinio Splendori (Mitte-links-Bündnis) wurde im Mai 2006 zum Bürgermeister gewählt. Sein Mitte-links-Bündnis stellte damals mit 11 von 16 Sitzen die Mehrheit im Gemeinderat. Seit dem 6. Juni 2016 ist Ottorino Ferilli Bürgermeister.